# 아이오바이오
주식회사 아이오바이오(영어: AIOBIO)는 대한민국의 치과진단 검사장비 기업으로, 구강질환용 의료기기를 제조 및 판매한다.